# Václav Petrbok
Václav Petrbok (* 22. dubna 1972 Rakovník) je český germanista a bohemista, vysokoškolský pedagog. Zabývá se česky a německy psanou literaturou 18. až 20. století, literární historiografií, literární lexikografií a vícejazyčností.

## Životopis
Po maturitě na Gymnáziu Zikmunda Wintra v Rakovníku (1990) vystudoval v letech 1990–1996 český jazyk a literaturu na Filozofické fakultě Univerzity Karlovy v Praze. Studium ukončil obhajobou diplomové práce na téma Josef Liboslav Ziegler jako iniciátor východočeského jazykověliterárního obrození a nositel kulturních tradic 18. století. V roce 2004 obhájil dizertační práci Stýkání, nebo potýkání? – Z dějin česko-německo-rakouských literárních vztahů od Bílé hory do napoleonských válek. 
Od roku 1997 působí v Ústavu pro českou literaturu Akademie věd ČR, kde postupně pracoval jako vědecký aspirant, odborný pracovník a v současnosti jako vědecký pracovník. V roce 2004 byl zastupujícím odborným asistentem na Institutu slavistiky Vídeňské univerzity. Mezi lety 2005–2008 a 2017–2018 externě vyučoval Na Ústavu germánských studií FF UK. Také externě dále přednášel na Ústavu českých dějin FF UK v Praze (2008–2012), na Ústavu dějin křesťanského umění KTF UK v Praze (2012–2013) a od roku 2021 vyučuje na Ústavu české literatury a literární vědy FF UK. 
Od roku od 2017 je vedoucím Germanobohemistického týmu Ústavu pro českou literaturu AV ČR.
Je členem redakčních rad odborných časopisů (Listy filologické, Česká literatura, Střed) a členem odborných skupin a vědeckých týmů ve svém oboru (Germanobohemistický tým Ústavu pro českou literaturu AV ČR, Institut pro studium literatury o.p.s.). Je rovněž spoluorganizátorem řady germano-bohemistických konferencí, členem Kuratoria Adalbert Stifter Verein v Mnichově a členem Adalbert-Stifter-Institut des Landes Oberösterreich v Linci. Zúčastnil se stipendijních pobytů na univerzitách v Bamberku (1995–1996), Lublani (1998), Bernu (1998) a Tübingenu (2010–2011, 2021). 
Od roku 1999 je Václav Petrbok stálým spolupracovníkem Českého rozhlasu (pořady o Josefu Dobrovském, Alexandru Stichovi, Johannesu Urzidilovi, Josefu Mühlbergerovi, J. W. Goethovi, Franzi Spinovi, Otokaru Fischerovi). Je také spolupracovníkem různých slavistických a germanistických projektů v Rakousku a Německu.
Václav Petrbok je ženatý, žije v Praze a Karlsruhe.

## Dílo (výběr)
Podrobnosti viz.

### Knižní vydání – vlastní díla
- Stýkání, nebo potýkání? – Z dějin česko-německo-rakouských literárních vztahů od Bílé hory do napoleonských válek; Praha, Triáda, 2012)
- Arnošt Vilém Kraus (1859-1943) a počátky české germanobohemistiky (Praha, Academia, 2015)

### Knižní vydání – spoluautor
- Spoluautor a oborový redaktor Lexikonu české literatury[5]
- Maximilian Schimek, Vorläufer der wissenschaftlichen Slawistik, Leben, Werk, Editionen (spoluautoři Stefan Michael Newerkla, Václav Petrbok, Taťána Vykypělová; Vídeň, Holzhausen, 2014)
- Historia litteraria v českých zemích od 17. do počátku 19. století (autoři Josef Förster, Jiří Matl, Stefan Michael Newerkla, Václav Petrbok, Ondřej Podavka, Václav Pumprla, Václav Smyčka, Martin Svatoš, Jiří Žůrek; Praha, Filosofia, 2015)
- Literární kronika první republiky (editoři Vladimír Barborík, Pavel Janáček, Tomáš Pavlíček, Petr Šámal; Praha, Academia, 2018)

### Sborníky sympozií – spoluautor, editor
- Východočeské Athény a Josef Liboslav Ziegler (sborník příspěvků ze sympozia v Rychnově nad Kněžnou; Boskovice, Albert, 1997)
- Východočeská duchovní a slovesná kultura v 18. století (sborník příspěvků ze sympozia v Rychnově nad Kněžnou; Boskovice, Albert, 1999)
- Sex a tabu v české kultuře 19. století (Praha, Academia, 1999)
- Vzdělání a osvěta v české kultuře 19. století (sborník příspěvků sympozia k problematice 19. století, konaného v Plzni 2004; Praha, ÚČL AV ČR, 2004)
- Cizí, jiné, exotické v české kultuře 19. století (sborník příspěvků sympozia k problematice 19. století, konaného v Plzni 2007; Praha, Academia KLP, 2008)
- Zločin a trest v české kultuře 19. století (sborník příspěvků sympozia k problematice 19. století, konaného v Plzni 2010; Praha, Academia, 2011)
- Neviditelná loajalita? Rakušané, Němci, Češi v české kultuře 19. století (česky a německy; sborník příspěvků sympozia k problematice 19. století, konaného v Plzni 2015; Praha, Academia, 2016)
- Jak psát transkulturní literární dějiny? (Praha: Ústav pro českou literaturu AV ČR; Filip Tomáš – Akropolis, 2019, ISBN 978-80-88069-92-8)
- Otokar Fischer (1883-1938): ein Prager Intellektueller zwischen Dichtung und Wissenschaft; Wien – Köln – Weimar: Böhlau 2020, ISBN 978-3-412-51799-1)
- Arnošt Vilém Kraus (1859-1943): ein Wissenschaftler und Kulturpolitiker; Wien - Köln - Weimar: Böhlau 2021, ISBN 978-3-412-52144-8)
- Spoluautor (s Walterem Reichelem): Von „destruktiven Nationalisten“, „demokratischen Patrioten“ und „helfenden Cousins“: Stereotype und Narrative in der tschechisch-österreichischen Wahrnehmung, in: Niklas Perzi – Hildegard Schmoller – Ota Konrád – Václav Šmidrkal (edd.): Nachbarn. Ein österreichisch-tschechisches Geschichtsbuch; Weitra: Bibliothek der Provinz 2019, s. 354–379 (též česky, in: Sousedé. Česko-rakouské dějiny. Praha: NLN 2019, s. 352–376).

### Jiné
- Spoluautor Österreichisches Biographisches Lexikon (2000–2021)
- Jazykověda – věc veřejná (autor Alexandr Stich, ediční příprava a doslov Václav Petrbok; Praha, Nakladatelství Lidové noviny, 2004)
- Dějiny německé literatury v Čechách 1900–1939 (autor Josef Mühlberger, přeložila Veronika Dudková, ediční příprava a bibliografie Václav Petrbok s Veronikou Dudkovou a Františkem Knoppem; Ústí nad Labem: Albis International, 2006)
- Goethe v Čechách (autor Johannes Urzidil, přeložila Veronika Dudková, ediční příprava a doslov Václav Petrbok; Praha: Pistorius a Olšanská, 2009)
- Literarischer Reiseführer Böhmisches Bäderdreieck: Karlsbad, Marienbad, Franzesbad (spoluautoři Roswitha Shieb a Tanja Krombach; Postupim, Deutsches Kulturforum Östliches Europa 2016)
- Spisovatelé Království českého = Scriptores Regni Bohemiae (autor Johann Peter Cerroni ; zpracování, komentáře a poznámky Jana Desenská Ciglerová, Josef Förster, Jan Kvapil, Jiří Matl, Václav Petrbok, Ondřej Podavka, Daniel Polakovič, Václav Pumprla, Martin Svatoš, Jiří Žůrek; Praha, Filosofia, 2016– )
- Česká divadelní encyklopedie (Část Německá činohra, spoluautor, 2016– )[6]

## Ocenění
- 2013 – Čestná cena Česko–německého porozumění[7]